# Thammarat Waenmani
Thammarat Waenmani (thailändisch ธรรมรัตน์ แว่นมณี, * 1. Januar 1989) ist ein thailändischer Fußballspieler.

## Karriere
Thammarat Waenmanispielte bis 2016 beim Erstligisten Army United in Bangkok. Für die Army absolvierte er 2016 22 Spiele in der Thai Premier League. 2017 unterschrieb er einen Zweijahresvertrag beim Ligakonkurrenten Police Tero FC. Zehnmal spielte er für Police in der ersten Liga, der Thai League. Am Ende der Saison musste er mit Police in die zweite Liga absteigen. 2019 wechselte er zum in der Thai League 3 spielenden Simork FC nach Suphanburi. Während der Hinserie wurde er Verein durch den Verband gesperrt. Nach der Hinserie wechselte er zum Zweitligisten Air Force United nach Bangkok. Hier kam er in der Thai League 2 zu fünf Einsätzen. Nachdem die Air Force den Rückzug aus der Liga Ende 2019 bekannt gab, unterschrieb er 2020 einen Vertrag beim Uthai Thani FC in Uthai Thani. Am Ende der Saison stieg er mit Uthai Thani in dritte Liga ab. Für Uthai Thani bestritt er 24 Zweitligaspiele. Nach dem Abstieg verließ er den Verein und schloss sich dem Drittligisten Pluakdaeng United FC aus Rayong an.